# Jan Hoogsteyns
Jan Hoogsteyns (Beverlo, 9 oktober 1935 - Paal, 14 augustus 2022) was een Vlaams-Belgische intimistische kunstschilder en tekenaar.

## Biografie
Jan Hoogsteyns werkte van 1957 tot 1986 in het onderwijs. Als kunstschilder is hij autodidact. Hij schildert hoofdzakelijk figuren, stillevens en landschappen.
In 1953 debuteerde hij met eerder donkere werken, maar na een verblijf in Parijs, in 1954, veranderde zijn palet naar felle contrasterende kleuren. In 1956 behaalde hij op de "Limburgse Dag" de Eerste Prijs.
De felle kleuren maakten geleidelijk plaats voor grijze tinten. Daarna, omstreeks 1965, veranderde zijn coloriet naar donkere antracietkleuren. Ondertussen had hij individuele exposities in onder andere Gent, Brussel, Antwerpen, Delft, Rotterdam, Hilversum, Düren, Düsseldorf, Krefeld en in 1968 in Parijs.
Eind jaren zestig evolueerde zijn werk naar een intimistische kunst met harmonische tonen, tinten en schakeringen en ontwikkelde hij een eigen stijl.
Vanaf 1970 volgden een reeks individuele tentoonstellingen in binnen- en buitenland onder andere in Londen, Sevenoaks, Lichfield, Brighton, Tunbridge Wells, Den Haag, Wassenaar, Gent, Charleroi en Antwerpen. Jan Hoogsteyns nam in de loop der jaren ook deel aan tal van groepsexposities in meerdere Europese landen, de USA en Mexico.

## Musea
- Museum voor Schone Kunsten van Doornik
- Museum van Schone Kunsten van Bergen.
- Museum Ianchelevici van La Louvière.
- Muzeul Judetean de Arta Prohova van Ploiesti.
- Muzeul de Arta van Brasov.
- Museo de Arte Moderno y contemporáneo de Santander y Cantabria .[4]
- Tunbridge Wells Museum and Art Gallery.[5]

## Onderscheidingen
In 1970 behaalde hij de Prijs van de stad Ronse, in 1972 de Prijs van de stad Aarschot en in 1974 de Prijs van de stad Oudenaarde.

## Citaten
- "Die vele stemmige beeltenissen van Jan Hoogsteyns danken hun waarde vooral aan het zeer gedistingeerd koloriet waarin de kunstenaar  ze heeft weten te vertolken. Het merkwaardigste daarbij is nog wel dat zijn palet een ongewone verscheidenheid oplevert; voor elke figuur   vond de kunstenaar een andere kleurexpressie en het mangelt niet één aan oorspronkelijkheid, verfijning en kracht... ...Die schilder is   vermoedelijk nog jong. Gaat hij zo voort dan wordt hij iemand van betekenis." -- Urbain Van de Voorde in "De Standaard", 19 december 1963.
- "Als opkomende figuren zijn vooral Van Meirvenne, Godfried Vervisch, Wies Pelemans, Louis Collet, Roger Somville en Jan Hoogsteyns op   de voorgrond getreden." -- Winkler Prins, Boek van het jaar 1964.
- "Geen massaproductie, geen sensatiezoeker... een vinder van het stille leven. Een dichter met penseel; kamermuziek, geen orkest." -- S. Van der Brempt in "De Bond", 15 mei 1964.
- "Die Verhaltenheit und die harmonische Ruhe, die von diesen Bildern ausgeht ist mit leiser Musik zu vergleichen, die jemand absichtlos,   ohne Zweck und Gier nach Beifall, ohne Leidenschaft doch mit Liebenswürdigkeit zur eigenen Freude macht. Diese Arbeiten gewinnen,   je länger man sich mit ihnen beschäftigt." -- Annemarie in der Au in "Neue Rhein Zeitung" 4 mei 1968.
- "In tegenstelling tot niet weinig van zijn actuele kunstbroeders wordt er in zijn peintuur geen onvertogen woord gesproken en geen   schreeuw geslaakt, maar temidden van het luidruchtig gewoel van een kermis waar men de laatste exentriciteiten komt bezichtigen, neemt zo'n picturale manifestatie van ongecompliceerde eerlijkheid en pudeur dan zo ongeveer het karakter van een ongemene verrassing  en bijna van een sensatie aan. Want een nog tamelijk jonge schilder - Hoogsteyns werd in 1935 in Beverlo geboren - die nu juist weer eens weigert mee te huilen met de wolven in het woud, omdat hij de muziek die hij in eigen hart of ziel beluistert wèl zo welluidend acht, blijft tenslotte een tamelijk sporadische verschijning in de ietwat hallucinante wereld van de internationale kunst van vandaag." -- Frank Onnen in "De Haagsche Courant", 12 december 1968, en "De Spectator", 15 december 1968.
- "He has but three themes, still life; houses situated in flat landscapes or beachscapes; and seated people. And he paints these themes   with a muted palette of violets and grays. Within these limitations, however, there is some extremely good painting. The landscapes, in which rectangular blocks of color symbolise the buildings and a single leafshape denotes a tree, seem to me especially successful." -- Max Wykes-Joyce in "International Herald Tribune", 11/12 april 1970.
- "Voor hem is het uitwendige van minder belang dan wel het stille, het verborgene, het niet helemaal uitgesprokene. Zijn aandacht gaat uit naar landschappen, stillevens en portretten, maar de manier waarop hij die weergeeft verschilt duidelijk van zowat alles wat we gewoonlijk op schilderkundig gebied te zien krijgen" -- Guy van Hoof in  "B revue" nr. 115 - 1971.
- "His paintings are poetic, lyrical and ethereal, in pale pearly bluish greys. They impress by what is left out, rather than by what is put in. The pale landscapes suggest an infinitude of treasures as seen in an early-morning mist, imagined or dimly apprehended. So also the lovely   still lifes where common objects, whitish or scarcely defined, are but emergent points serving as foci in a vaster environment symbolising   the whole gamut of domestic life. The paintings of seated figures must be studied in relation to the drawings, where the line itself has great  beauty and  the superb drawing testifies to the skill and sincerity of this very fine artist." -- Nina Hosali in "Arts Review", 29 juli 1972.
- "Jan Hoogsteyns' paintings are poetic essays in muted tonal scales; blues, pale pinks, and silver greys pervade and beguile. One responds   intuitively to the poignant atmosphere of the thin veiled colours, exalting gently still-lifes and landscapes. Seated woman are elegantly   expressed and with delicate refinement stare timelessly from the canvas. His authority and mastery of the psychology of colour and subject  is undeniable. The balance of different accents enable the viewer to enjoy and savour equally the emotive idea and the tactile quality. Subject wise, this artist appears to be humanly involved with the domestic situation and like Bonnard he sees and paints the miracle." -- A.K. Watkins in "Arts Review", 28 juni 1974.
- "Dan nog een trieste mededeling: een echt goede Belg hing bij Liernur. Maar ik ben net te laat om daar uitvoerig op te reageren. Het is  Jan Hoogsteyns. Een luchtig dichter met penseel. Verdroomd en zachtmoedig. Nooit zwaarwichtig, maar ondanks de luchtigheid bezonnen. Als er nog een paar doeken zijn, moet men niet nalaten er naar te vragen. Schitterend. Een echte schilder." -- Peter Berger in "Het Vaderland", 16 oktober 1975.
- "Cet effet de brume aidant, ses couleurs se sont atténuées, soit en tons de blancs à peine teintés, soit de gris pâles légèrement colorés. Comme ce fut le cas pour les impressionnistes, la subtilité de ses nouvelles harmonies chromatiques l'amena à minimiser le rôle du dessin dans les peintures et de ce fait  le rôle du sujet, devenu support et prétexte du climat poétique instauré par la couleur, tandis que ses dessins au trait ou bien ombrés continuent à témoigner de sa parfaite maîtrise. Les paysages, volontiers enneigés, ne sont plus qu'à peine perceptibles à travers les effets irisés de la brume qui les enveloppe, les nus vaporeux, distants de tout érotisme vulgaire, deviennent pure saveur affective  bien qu'aussi discrètement sensuelle, les natures mortes, peu lisibles dans leur détail, autorisant les quelques éclats teintés des objets  perçant la délicatesse des plans dorés ou bleutés d'une table et des murs, atteignent à la qualité luministe de Morandi. Dans l'artificialité   de l'attribution des catégories esthétiques, rarement une peintre justifie à ce point le qualificatif d'intimiste, qu'inaugura naguère l'oeuvre   de Pierre Bonnard." -- Jacques Busse in Bénézit ed. 1999.

- Gemeinsame Normdatei: 133362159
- International Standard Name Identifier: 0000 0003 9101 8312
- Nederlandse Thesaurus van Auteursnamen: 070023417
- RKD-Nederlands Instituut voor Kunstgeschiedenis: 39576
- Union List of Artist Names: 500146560
- Virtual International Authority File: 284709594
- WorldCat: E39PBJc3GFpv3frpvdxRWtptrq